# Jared Polis
Jared Schutz Polis (/ˈpoʊlɪs/; sinh ngày 12 tháng 5 năm 1975) là một chính khách, doanh nhân người Mỹ, làm thống đốc Colorado thứ 43 kể từ tháng 1 năm 2019. Là thành viên của Đảng Dân chủ, ông đã phục vụ một nhiệm kỳ trong Ủy ban Giáo dục Bang Colorado từ năm 2001 đến 2007 và năm nhiệm kỳ với tư cách là Đại diện Hoa Kỳ từ Khu vực quốc hội số 2 của Colorado từ năm 2009 đến năm 2019. Trong thời gian ở Quốc hội, ông là thành viên Dân chủ duy nhất của bảo thủ tự do Liberty Caucus. Ông được bầu làm thống đốc Colorado năm 2018, đánh bại ứng cử viên đảng Cộng hòa Walker Stapleton.
Là một người đồng tính nam công khai, Polis đã nhiều lần làm nên lịch sử thông qua thành công bầu cử của mình. Năm 2008, ông trở thành phụ huynh đồng giới đầu tiên được bầu vào Quốc hội Hoa Kỳ. Năm 2018, ông trở thành người đồng tính công khai đầu tiên và người LGBT công khai thứ hai (sau Kate Brown của Oregon) được bầu làm thống đốc một tiểu bang ở Hoa Kỳ. Ông cũng là người Do Thái đầu tiên được bầu làm thống đốc Colorado.

## Tuổi thơ và giáo dục
Polis là con trai của Stephen Schutz và Susan Polis Schutz, người sáng lập thiệp chúc mừng và nhà xuất bản sách Blue Mountain Arts. Ông sinh ra tại Bệnh viện Cộng đồng Boulder ở Boulder, Colorado năm 1975. Ông sống ở San Diego, California khi còn là học sinh trung học, tốt nghiệp trường La Jolla Country Day trong ba năm với nhiều danh hiệu. Ông nhận bằng Cử nhân Khoa học Xã hội tại chính trị từ Đại học Princeton. Năm 2000, ông đã thay đổi họ của mình thành họ mẹ của mình một cách hợp pháp để nâng cao nhận thức cho một người gây quỹ và vì đơn giản là ông "thích nó hơn".